# Калютрон
Калютро́н или Калутро́н (англ. Calutron) — Масс-спектрометр изначально разработанный и используемый в целях разделения изотопов урана. Разработан Эрнестом Лоуренсом в рамках проекта «Манхеттен», и основан на более раннем его изобретении — циклотроне. Название устройство получило в честь Калифорнийского университета и циклотрона, где тот ранее был создан. Калютроны использовались в промышленных установках по обогащению урана в центре национальной безопасности Y-12. Полученный обогащенный уран был использован в атомной бомбе «Малыш», которая была сброшена над Хиросимой 6 августа 1945 года.
Калютрон представляет собой магнитный секторный масс-анализатор, устройство в котором взятый образец ионизируется, затем ускоряется электрическим полем и впоследствии отклоняется магнитным полем. Ионы сталкиваясь с пластиной производят измеримый электрический ток. Поскольку ионы разных изотопов имеют одинаковый электрический заряд, но разные массы, то более тяжёлые изотопы меньше отклоняются магнитным полем, в результате чего пучок частиц разделяется на несколько лучей ударяя пластину в разных местах. Обычный массовый спектрометр используется с целью анализа состава очень небольших выборок. Калютрон в свою очередь применял тот же самый принцип, но в целях получения высокочистого урана-235 в значительных количествах, используя небольшую разницу в массе между изотопами урана.
После закрытия Манхэттенского проекта и окончания Второй мировой войны обогащение урана методом электромагнитной сепарации было окончательно прекращено в пользу более сложного, и одновременно более эффективного метода газовой диффузии, а большинство калютронов были демонтированы. Оставшиеся использовались для производства изотопно-обогащённых образцов для военных, научных и медицинских целей.